# Peter Mosskin
Peter Salomon Vladimirovitj Mosskin, född 6 mars 1945 i Högalids församling i Stockholm, är en svensk författare och musiker.  

## Biografi
Han är uppvuxen i Stockholm men har bott stora delar av sitt liv på landsbygden: Gagnef i Dalarna, Rödön i Jämtland och Runmarö i Stockholms skärgård, och har publicerat ett tjugotal böcker.  
Ett tema är 1968-åren (Ungdomsupproret, Nästa morgon, Är du lönsam lille vän, Drömmen som brann). Ett andra tema är arbetets värld (Varandra, Hissmofors lever, Svartrök, Vägen mot Hägra). Ett tredje tema är europeiskt (Över från kriget, Skänk åt den fege en hingst, Glöm inte bort att jag finns, Där stäppen tar slut, Och havet rann in i Sahara, Det arabiska ljuset från Spanien). Det fjärde temat är biografier, om Cornelis Vreeswijk, Jacques Brel, Georges Brassens och Fred Åkerström.
Mosskin har spelat in flera skivor, bland annat med progg-gruppen Gläns över sjö & strand. Han har frilansat på Sveriges Radio sedan 1971 med intervjuer och reportage,  främst om musik med program om Brel, Brassens, Sjostakovitj, Musorgskij, Cornelis Vreeswijk, Wolf Biermann, Amália Rodrigues, Fred Åkerström, Marie Bergman, Cirkus Cirkör med flera. Att Peter Mosskins gamla progglåt "Är du lönsam lille vän" med råge passerat hundratusen lyssningar på Spotify har inspirerat honom till en ny skiva med egna sånger, "Hjärtat slår i Nordanlanden".
Efter femtio år har Peter Mosskin spelat in en ny skiva med namnet Hjärtat slår i Nordanlanden. Sångerna är skrivna från 70-talet till idag, flera med samma anknytning till landsbygden som tidigare. Den nya skivan är inspelad i Glugg utanför Delsbo och släpptes 2021. Gästartist är Sofia Berg-Böhm.

## Diskografi
- 1970 – Är du lönsam lille vän
- 1971 – Här schaktas utan pardon
- 2021 – Hjärtat slår i Nordanlanden

## Priser och utmärkelser
- 1992 – Länstidningen Östersunds kulturpris
- 1994 – Tidningen Vi:s litteraturpris
- 1994 – Östersunds-Postens litteraturpris
- 1999 – Ivar Lo-priset
- 2000 – LO:s kulturpris